# Peralejos
Peralejos är en kommun i Spanien.   Den ligger i provinsen Provincia de Teruel och regionen Aragonien, i den östra delen av landet, 230 km öster om huvudstaden Madrid. Arean är 35 kvadratkilometer. Peralejos gränsar till Alfambra.
Terrängen i Peralejos är kuperad söderut, men norrut är den platt.